# Garypus saxicola salvagensis
Garypus saxicola salvagensis es una subespecie de arácnido del orden Pseudoscorpionida de la familia Garypidae.

## Distribución geográfica
Se encuentra en las Islas Salvajes (Portugal).